# Gabriel García Moreno

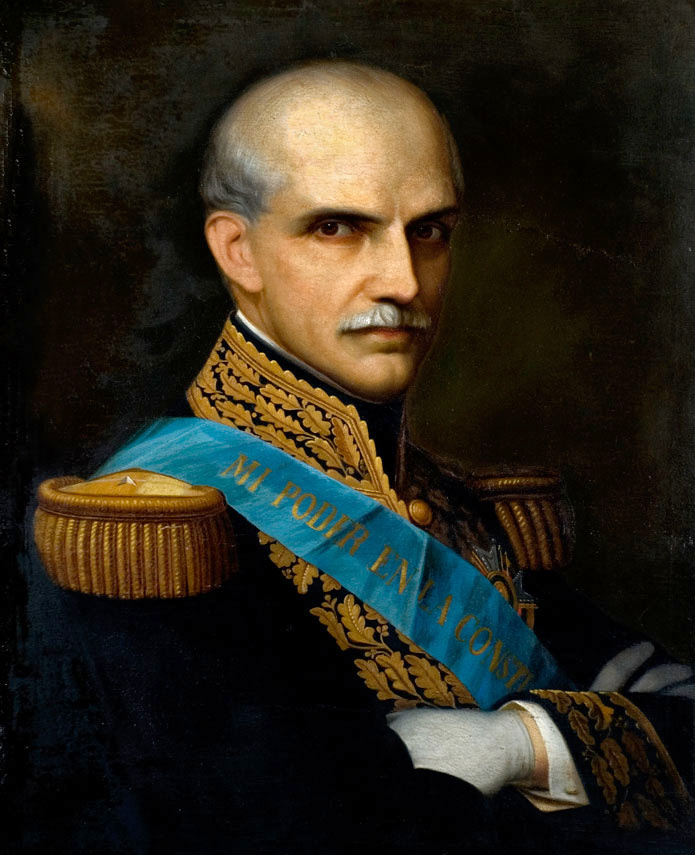
Gabriel García Moreno

Gabriel Gregorio Fernando José María García y Moreno y Morán de Buitrón (* 24. Dezember 1821 in Guayaquil, Real Audiencia de Quito, Vizekönigreich Neugranada; † 6. August 1875 in Quito, Ecuador) war ein ecuadorianischer Politiker, der zweimal Präsident seines Landes war (1859–1865 und 1869–1875). Er war ein ausgeprägt konservativ-katholischer bzw. klerikalistischer Politiker, der einen autoritären und repressiven Regierungsstil pflegte, aber insbesondere das Bildungswesen und die öffentliche Infrastruktur des Landes reformierte bzw. modernisierte. Er gilt daher als eine der herausragenden, aber auch eine der umstrittensten Figuren der ecuadorianischen Geschichte. Wichtigster Rückhalt García Morenos waren der katholische Klerus (insbesondere die Jesuiten), die Großgrundbesitzer der nördlichen und zentralen Andenregion und allgemein die Masse frommer Gläubiger.

## Leben

### Herkunft und Ausbildung (1821–1845)

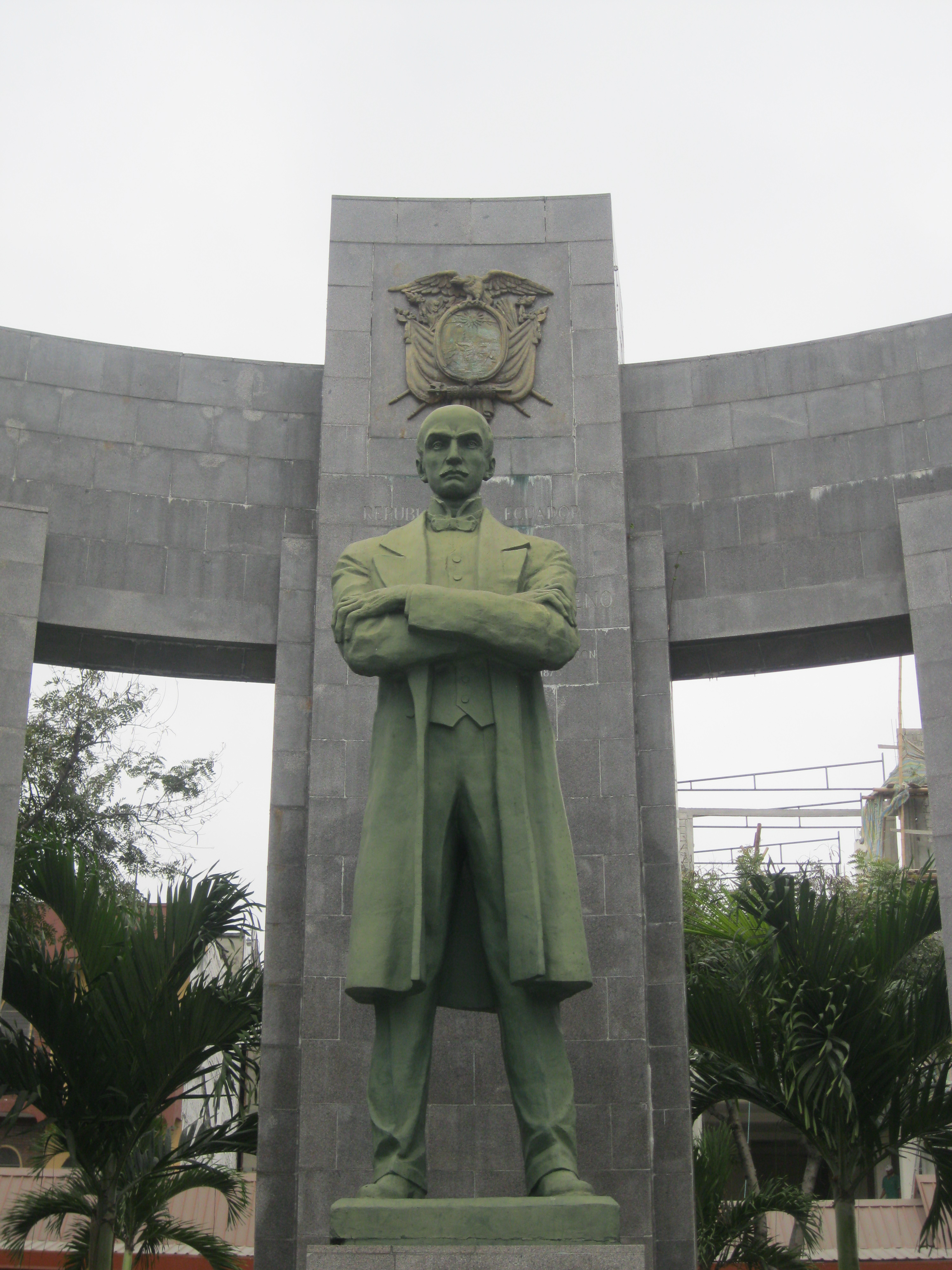
Denkmal für Gabriel García Moreno im Zentrum von Guayaquil (2012)

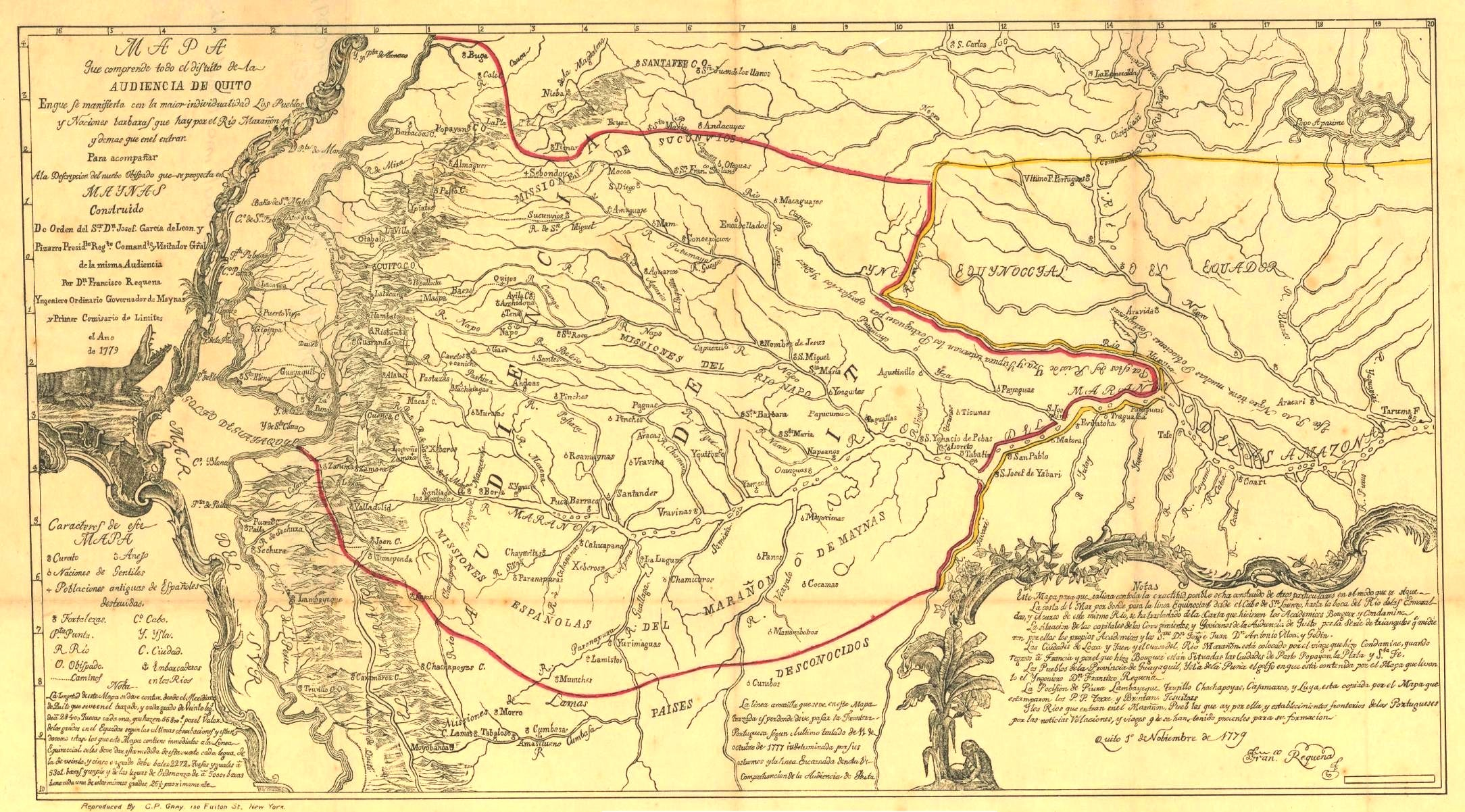
Karte der Provinz Real Audiencia de Quito aus dem Jahr 1779 mit der markanten Bucht von Guayaquil im Westen

Gabriel García Moreno kam als neuntes überlebendes Kind von Doña Mercedes Moreno de García und Gabriel García Gómez zur Welt. Von den Geschwistern war er das jüngste; er hatte fünf Brüder und drei Schwestern. Morenos Vater stammte aus Cádiz in Spanien und hatte erst als Schreiber für König Karl IV. gearbeitet, bevor er 1793 nach Callao im heutigen Peru auswanderte, das damals als Vizekönigreich Peru zum spanischen Kolonialreich gehörte. Später übersiedelte er über Lima nach Guayaquil im Vizekönigreich Neugranada. Neben den größeren Karrierechancen in dieser Stadt war die Tatsache ausschlaggebend, dass García Gómez aufgrund seines höheren sozialen Status als gebürtiger Spanier begünstigt, in eine wohlhabende spanische Criollo-Familie einheiraten wollte. Seine Braut Mercedes Moreno de García, die er 1794 als 17-jährige kennengelernt und 1797 geheiratet hatte, war die Tochter von spanischen Einwanderern. Ihr Vater war Fernhändler und besaß eine einträgliche Kakao-Plantage.
Als Händler kam García Gómez zu bescheidenem Wohlstand und wurde 1820 in das politische Amt des juristischen Vertreters (procurador síndico) der Stadt Guayaquil gewählt. Damit einher ging ein Sitz im Stadtrat, in dessen Funktion er im Oktober 1820 die von José Joaquín de Olmedo initiierte Unabhängigkeitserklärung der Provinz Guayas vom Königreich Spanien unterschrieb und drei Jahre später Geldsammlungen für Simón Bolívars Feldzüge während der südamerikanischen Unabhängigkeitskriege beaufsichtigte. Aus diesen Gründen hält Peter V. N. Henderson (2000) die traditionelle These, Moreno de García habe in den 1820er und 1830er Jahren empfindliche Einkommenseinbußen hinnehmen müssen, weil er dem spanischen König die Treue gehalten habe, für nicht korrekt. Die durch die Koalitionskriege verursachten maritimen Zwistigkeiten auf den Weltmeeren und die Unabhängigkeitskriege in Südamerika seit 1809 hatten vielmehr zu einer Verarmung Ecuadors insgesamt geführt. Nach dem Zerfall Großkolumbiens infolge des Todes von Bolívar hatte das nunmehr unabhängige Ecuador außerdem einen Teil der Staatsschulden übernehmen müssen, die das Land bis in die 1870er Jahr finanziell schwer belasteten und hauptsächlich in das Vereinigte Königreich flossen.
Weil für Morenos ältere Brüder Karrieren im Handel und in der Kirche vorgesehen waren und er schon früh Eigenschaften wie Ehrgeiz, Konservativismus und Dominanz zeigte, zeichnete sich für ihn in den Augen der Familie Politik als eine Karrieremöglichkeit ab. Seine Brüder halfen ihm später beim Aufbau eines Patronagenetzwerks in der Küstenregion Ecuadors, vor allem Pedro Pablo durch die Heirat der Tochter von Juan José Flores, dem ersten Präsidenten der Republik, und Miguel, der zweimal Gouverneur der Provinz Guayas wurde. In einer Ära in der Geschichte Ecuador vor der Herausbildung moderner Parteien stellte ein solches Netzwerk das Mittel der Wahl dar, eine nationale Gefolgschaft aufzubauen, was Moreno später zu seinem politischen Vorteil ausnutzte.
Guayaquil hatte zum Zeitpunkt von Morenos Geburt in den 1820er Jahren nur 20000 Einwohner, war aber die bedeutendste Handelsstadt Ecuadors und der wichtigste Ausfuhrhafen für den lukrativen Kakaohandel, der für die nächsten hundert Jahre maßgeblich die Wirtschaft des Landes bestimmte. Weil in der Region um Guayaquil die Anbaubedingungen für Kakao besonders gut waren, floss in diese Region ein gewisser Wohlstand. Außerdem sorgte dies für eine Binnenwanderung aus den Anden in die Provinz Guayas, ein bis heute anhaltender demographischer Prozess in Ecuador. Aus Holzhäusern bestehend und regelmäßig unter Großbränden leidend wies Guayaquil als einzige Sehenswürdigkeit die Uferpromenade Malecón auf, in deren unmittelbarer Umgebung seit den 1800er Jahren die wohlhabenden Familien lebten, so auch diejenige von Gabriel García Gómez.
Nach der zweiten Unabhängigkeit Ecuadors im Jahr 1830 verschlechterte sich die wirtschaftliche Lage für die Morenos. Ohne öffentliches Amt musste der Vater die Familie von den Ersparnissen und später von der Mitgift seiner Frau über Wasser halten, weil für ihn als gebürtigen Spanier in der lateinamerikanischen Ständegesellschaft körperliche Arbeit nicht akzeptabel war. Trotz der finanziellen Nöte gehörte die Familie weiterhin zur sozialen Elite des Landes. Entsprechend war es Moreno untersagt, Umgang mit Kindern und Jugendlichen aus niedrigeren Gesellschaftsschichten zu haben. Während die Mutter sich vor allem um die religiöse Erziehung der Kinder sorgte, bemühte sich der Vater, dem als Kind kränklichen Moreno körperliche Härte beizubringen. Bei einer Gelegenheit sperrte er ihn dazu über Nacht mit einer Leiche in eine Kammer ein. Moreno wohlgesonnene Biographen sehen diese und ähnliche Erziehungsmittel des Vaters als ursächlich für die Stärkung seiner Persönlichkeit an, während andere seine spätere Grausamkeit und Strenge als Folge dieser Erfahrungen erachten. Henderson (2008) ordnet diese Debatte als typisch für die kontrovers diskutierte Biographie Morenos ein.
Wegen der klammen familiären Finanzen erhielt Moreno seine Grundschulbildung durch Mutter und Schwestern. Schnell zeigte sich seine große intellektuelle Begabung und der Hausunterricht stieß an die Grenzen. Der die Familie betreuende Priester Miguel Betancourt bot sich als Tutor an und Moreno lernte bei ihm in weniger als einem Jahr Latein. Weil es in Guayaquil keine Sekundarschule gab, entschlossen sich die Morenos ihren Sohn zur weiteren Ausbildung nach Quito zu schicken. Doña Mercedes hielt an diesem Plan auch nach dem Tod ihres Mannes an einer unbekannten Krankheit im Jahr 1834 fest. Betancourt half ihr aus, indem seine beiden in der Hauptstadt lebenden Schwestern Maria Betancourt und Josefa Espinosa dem Jungen freie Kost und Logis gewährten. Als Moreno 15 Jahre alt war, machte er sich zu Pferd auf die 21-tägige beschwerliche Reise über kaum vorhandene Straßen von der Küste in die Sierra. Als Herbergen standen häufig nur die noch aus der Inkazeit stammenden Tambos zur Verfügung. In Quito freundete er sich mit dem Neffen der Schwestern Javier Espinosa und dem Nachbarsjungen Francisco Javier León an, die später wichtige politische Verbündete wurden. Anders als Guayaquil war Quito keine nennenswerte Handelsstadt, sondern durch katholische Kirche und Verwaltung geprägt. Der tief religiöse Moreno zeigte sich von der klerikalen Architektur der kolonialen Altstadt beeindruckt. Der Gegensatz zwischen Guayaquil und Quito hat einige Historiker in Anlehnung an den Roman von Charles Dickens dazu verleitet, die Geschichte Ecuadors vereinfachend auf Eine Geschichte aus zwei Städten zurückzuführen. Zwar war die Sierra seit Mitte des 18. Jahrhunderts wegen Konkurrenz durch kostengünstigere Importextilien auf den Märkten Kolumbiens und Perus im wirtschaftlichen Niedergang begriffen, stellte aber trotz der Binnenmigration an die Küste weiterhin die Bevölkerungsmehrheit und bestimmte bis 1895 die politische Szene.
Moreno besuchte in Quito das Colegio San Fernando, eine vorbereitende Schule für die Universität von Quito (Universidad Central del Ecuador), mit der Absicht eines späteren Theologie-Studiums. Obwohl er exzellente Leistungen in den Fächern zeigte und im Alter von 17 Jahren die Tonsur erhielt, entschloss er sich im Jahr 1839 keine Laufbahn als Priester einzuschlagen, sondern im Oktober 1840 ein Studium des Rechts anzutreten. Er hatte dabei mehr eine politische Karriere im Sinne als eine in der Judikative. Entsprechende, später bedeutungsvoll werdende Freundschaften schloss Moreno während dieser Zeit mit Söhnen aus der herrschenden Klasse, von denen einige später seine Minister wurden. Regelmäßiger und wegen seiner Brillanz und vornehmen Herkunft gern gesehener Gast auf den Haziendas in Quito und Umgebung identifizierte er sich schnell selbst als Quiteño. Zu dieser Zeit hatte er mehrere Affären, aus der im Juli 1841 ein unehelicher Sohn hervorging, den er nie anerkannte. Im folgenden Jahr entdeckte er seine Liebe zu Mercedes Jijón de Flores, der Schwägerin des Präsidenten. Flores verbot Moreno wegen dessen prekären Verhältnissen jedoch den weiteren Umgang mit Mercedes.

### Politische Anfänge (1846–1850)
Noch vor Abschluss des Studiums suchte García Moreno den Weg in die Politik, die zu dieser Zeit durch die Suche nach einer nationalen Identität gekennzeichnet war. Dieses Problem hatte sich schon in dem Umstand manifestiert, dass Ecuador 1830 geographisch nach der Lage am Äquator und nicht historisch nach der annähernd deckungsgleichen Provinz Real Audiencia de Quito benannt worden war. Insgesamt definierten sich mit der Ausnahme von Brasilien die meisten Lateinamerikaner nicht als Angehörige ihrer jungen Republiken, sondern weiterhin als Spanier oder Indigene. In Ecuador selbst waren die beiden ersten Präsidenten Flores und Vicente Rocafuerte vor allem wegen der drückenden Staatsschulden an einer Modernisierung der Wirtschaft und dem Bau einer Verbindungsstraße zwischen Quito und Guayaquil gescheitert. Beim Sturz von Flores und der Einsetzung von Vicente Ramón Roca als Präsident im Jahr 1845 spielte Moreno nur eine geringe Rolle, aber wegen einer regierungskritischen Rede wurde er kurzzeitig inhaftiert und der Universität verwiesen. Er floh danach in die Provinz Imbabura und schloss sich den Flores-Gegnern an. Nach dem baldigen Tod von Rocafuerte und angesichts Flores’ Exil lag die Führung des Landes in den Händen einer neuen, postrevolutionären Generation.

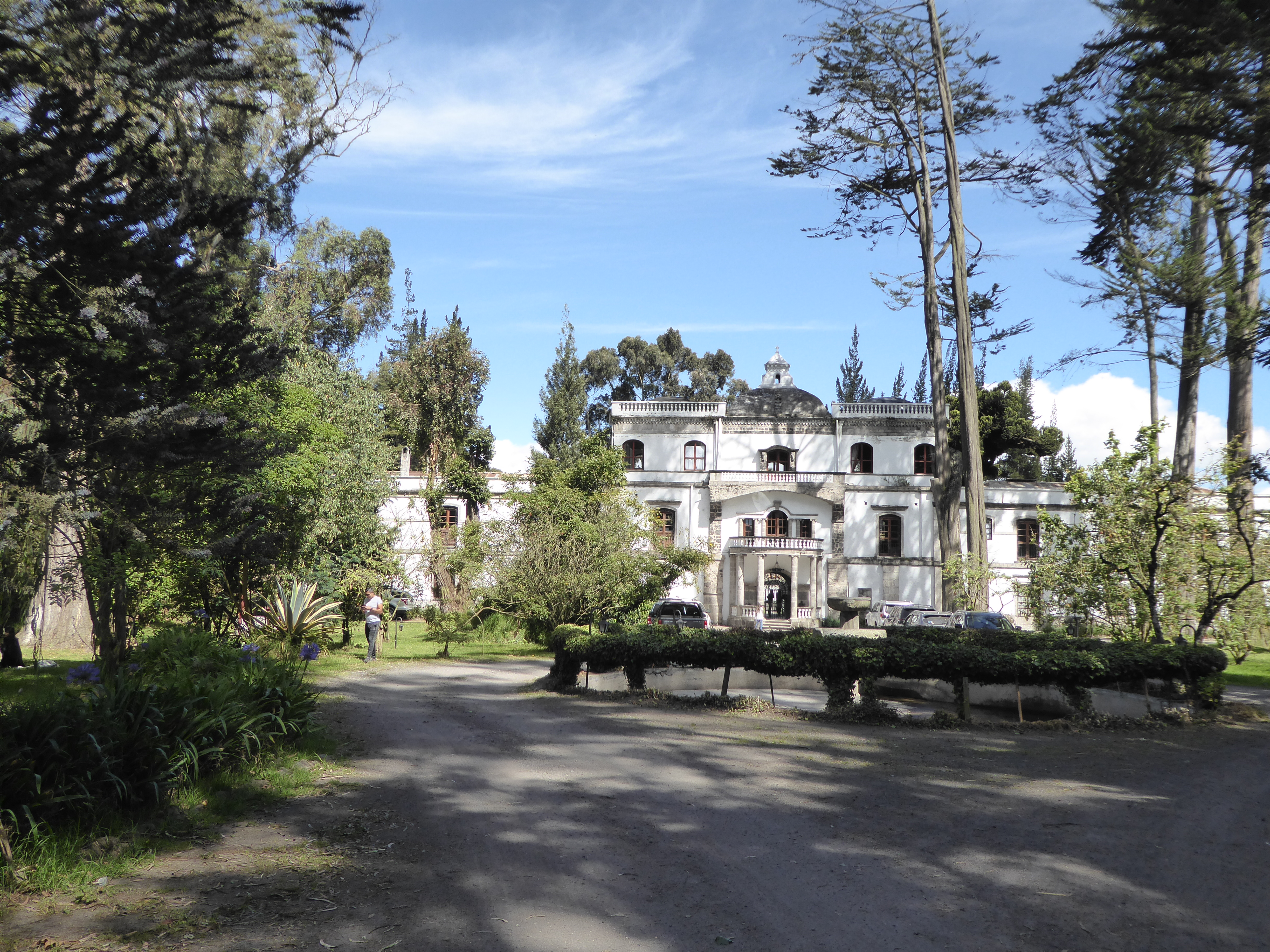
Die historische Hacienda La Cienega, zum Zeitpunkt der Heirat im Besitz von Morenos Brautfamilie.

Zurück in Quito führte Moreno die Ausbildung zum Anwalt fort. Nach der Zulassung als Anwalt im Jahr 1848 eröffnete er für die kommenden vier Jahre eine Kanzlei mit Joaquín Enríquez. Während dieser Phase ging er außerdem seinen ausgeprägten naturwissenschaftlichen Interessen nach. So unternahm er mit seinem französischen Mentor Sebastián Wisse drei Expeditionen in den aktiven Krater des Pichincha, wo sie für mehrere Tage Messungen vornahmen. An der Besteigung des Sangay scheiterte er knapp wegen dessen vulkanischer Aktivitäten. Am 2. August 1846 heiratete Moreno die 36-jährige Rosa de Ascásubi, die Schwester seines engen Freundes Roberto de Ascásubi. Die Familie de Ascásubi gehörte zu den Großgrundbesitzern in der nördlichen und zentralen Sierra Ecuadors, die zwar über mehrere Haziendas verfügten, aber nur beschränkte finanzielle Mittel zur Hand hatten. Aufgrund des Altersunterschieds wurde die Heirat damals kritisch gesehen und Morenos Gegner warfen ihm vor, es sei ihm um das Prestige und den Einfluss der Brautfamilie gegangen. Aus der Verbindung gingen vier Kinder hervor, von denen aber keines die ersten Monate überlebte. Die erhaltene Korrespondenz zwischen den beiden zeigt eine emotional enge Bindung. Gerüchte um eine Liebesaffäre zwischen Moreno und Virginia Klinger, der Tochter einer prominenten Familie in Quito, in den 1850er Jahren konnten nie bestätigt werden. Die Unterstützung der de Ascásubis, Klingers und anderer bedeutender Familien in der zentralen und nördlichen Sierra erleichterte ihm den Einstieg in die Politik.
In dieser Phase wurde er Mitglied des Stadtrates von Quito und machte auch als satirischer Kommentator in seiner Zeitung El Zurriago (dt. Die Peitsche) auf sich aufmerksam.
1846 veröffentlichte er in Quito eine Reihe von Zeitungsartikeln, unter anderem mit kritischen Kommentaren zur Verfassungsversammlung nach dem Sturz von Flores. Seine Texte erregten Aufmerksamkeit und bald ernannte ihn Präsident Roca zu einem Richter für den Hauptstadtbezirk und im Dezember 1847 zum verantwortlichen Kontrolleur des Innenministeriums für die Provinz Guayas. Ein Streit mit Schatzminister Manuel Bustamante im Oktober 1848 endete fast in einem Duell. Bustamante, der auf den Affront nicht einging, sorgte für die Anklage und Verurteilung Morenos. Dieser entzog sich der Justiz und entkam in seine Geburtsstadt, wo ihm der Gouverneur die Freiheit zusicherte. Ende Februar 1849 floh er in Begleitung seines Bruders Pedro Pablo weiter nach Vinces. Als nach dem Tod Rocas im Oktober 1849 mit Manuel de Ascásubi der Schwager Morenos neuer Präsident wurde, kehrte er in die Hauptstadt zurück. Nachdem sich seine Hoffnungen auf eine Amnestie nicht erfüllt hatten, brach er mit Pedro Pablo zu einer zweimonatigen Europareise auf, die dieser als Kakaohändler für geschäftliche Kontakte unter anderem in Hamburg und Paris nutzte. Zurück in Guayaquil im August 1850 war mittlerweile Diego María de Noboa y Arteta als Präsident dem vom Militär gestürzten de Ascásubi gefolgt und hatte zwei von Morenos Brüdern mit hohen Ämtern versehen.

### Opposition und Exil (1850–1856)
Bei der Rückkehr brachte García Moreno aus Panama eine Gruppe aus der Republik Neugranada vertriebener Jesuiten mit nach Quito. Mit dem neuen Präsidenten war er sich einig darin, diesen Orden in Ecuador wieder zuzulassen, was von der Mehrheit der Bevölkerung begrüßt wurde. De Noboa y Arteta, mit dem Moreno politisch ansonsten wenig gemein hatte, wurde im Jahr 1851 von General José María Urbina gestürzt. Wegen der Einladung der Jesuiten sah sich Moreno wiederholt internationalen Anfeindungen ausgesetzt, vor allem aus Neugranada, dem späteren Kolumbien, das sogar mit einer Invasion Ecuadors drohte. Zur Verteidigung der Jesuiten veröffentlichte er 1851 mit Defensa de los Jesuitas seinen längsten politischen Essay, der ihm zu nationaler Prominenz verhalf und zum Sprecher der religiösen Konservativen Ecuadors machte. Moreno stellte die internationale Orientierung des allein dem Papst unterstellten Ordens als einen Vorteil dar. Zum einen hatten die Jesuiten viele europäische Gelehrte in ihren Reihen, wovon das Bildungssystem Ecuadors erheblich profitieren konnte, zum anderen seien sie anders als Dominikaner, Franziskaner oder Augustiner national unvoreingenommen. Letztendlich wies Urbina vermutlich wegen des Drucks aus dem Ausland die Jesuiten jedoch wieder aus, was in Quito gewalttätige Proteste auslöste. Dennoch blieb dieser insgesamt populär, auch weil er einen Krieg mit Kolumbien abgewendet hatte.
Bis zum Jahr 1852 hatte sich um Moreno ein Netzwerk aus Landbesitzern der nördlichen zentralen Sierra als Opposition gegen den Präsidenten gebildet. In ähnlich bissigem Stil wie sechs Jahre zuvor veröffentlichte er wieder regierungskritische Zeitungsartikel. Am 8. März 1853 erschien die erste Ausgabe von Morenos Zeitung La Nación in Quito mit einem Text aus seiner Feder, der Urbina unter anderem unterstellte, die kommenden Präsidentschaftswahlen fälschen zu wollen. Moreno und seine zwei Mitarbeiter wurden daraufhin vom Militär nach Kolumbien deportiert und kurz hinter der Grenze nördlich von Tulcán festgehalten. Sie entkamen ihren kolumbianischen Wächtern und erreichten gegen Mitte Mai 1853 die Hauptstadt; Moreno setzte seine Flucht nach Guayaquil fort. Mithilfe seines Bruders Miguel, der Gouverneur der Provinz Guayas war, versuchte er den freien Senatssitz dieser Region zu bekommen, der ihm politische Immunität verschafft hätte.
Dieses Vorhaben scheiterte am Widerstand Urbinas und im September 1853 verließ Moreno Ecuador. Die nächsten anderthalb Jahre lebte er in Paita in Peru. Neben anderen ecuadorianischen Exilanten traf er hier auf die bekannte Freiheitskämpferin Manuela Sáenz und erweiterte sein Netzwerk um die erfahrenen Militärs José and Ignacio de Veintemilla. Im April 1855 reiste er mit seinem Schwager Roberto de Ascásubi nach Europa. Neben einer Vertiefung seiner Bildung erhoffte Moreno sich hier über Forschungsprojekte in organischer Chemie Kenntnisse anzueignen, die sich im Familienbetrieb bei der Destillation von Aguardiente aus Zuckerrohr verwenden ließen. In Paris zeigte sich Moreno insbesondere von den Strassen- und Eisenbahnbauprojekten Napoleon III. wie der Avenue des Champs Élysées beeindruckt und bewunderte die um sich greifende Modernisierung im Zweiten Kaiserreich insgesamt. Neben den wissenschaftlichen Errungenschaften, deren Zeuge er bei der Weltausstellung Paris 1855 wurde, sah er auch das französische Bildungssystem als vorbildhaft für Ecuador an. Im Herbst 1855 begann er mit dem Studium von Mathematik und Naturwissenschaften, das in einer Abschlussarbeit geringeren Umfangs endete. Über die Académie des sciences wurde der Text anschließend veröffentlicht. Wie fast alle Politiker Südamerikas dieser Zeit zeichnete ihn eine große Fortschrittsgläubigkeit aus, die in Straßen, Eisenbahnen, Telekommunikation, Urbanisierung und vor allem umfassender Alphabetisierung der Bevölkerung die nationale Zukunft sah. Ein anderes Charakteristikum war sein aufbrausendes Temperament; er urteilte rasch und war bei persönlichen Konflikten nachtragend bis hin zur absoluten Unversöhnlichkeit. Henderson (2008) vermutet, dass Morenos strenger katholischer Glaube für diese dogmatischen Überzeugungen verantwortlich sein könnte.
In Paris hatte Moreno ein religiöses Erweckungserlebnis. Sein erster Biograph Augustine Berthe gibt als konkreten Anlass einen Spaziergang Morenos mit Freunden an, bei dem diese ihn verspotteten, weil er gerne über Religion redete, aber selbst nicht zur Beichte gehe. Danach ging er täglich zur Heiligen Messe und las die 29-bändige Kirchengeschichte Histoire universelle de l’Église catholique von René-François Rohrbacher zweimal. Er lernte den Jesuiten José Ignacio Eyzaguirre Portales kennen, der einen prägenden Einfluss auf ihn ausübte. Mit dem Interesse für die Geschichte der katholischen Kirche und dem neuen Glaubenseifer ging eine Überzeugung von Ultramontanismus und päpstlicher Unfehlbarkeit einher. Der romtreue Katholizismus des Ultramontanismus spaltete gegen Mitte des 19. Jahrhunderts die Katholiken und war in Südamerika besonders ausgeprägt. Moreno sah im Ultramontanismus eine bessere Möglichkeit, Ecuador eine nationale Identität zu verschaffen, als im aufgeklärten Liberalismus, der seit den südamerikanischen Unabhängigkeitskriegen in den jungen Republiken vorherrschend war. In der Heimat hatte derweil Urbina mit der Transformation des auf Rassentrennung und Sklaverei beruhenden Kolonialsystems in eine Gesellschaft gleichberechtigter Bürger zu kämpfen. In diesem Zusammenhang kam es 1854 zum Verbot der Sklaverei und zur Einschränkung der Schuldknechtschaft der indigenen Bevölkerung. An der untergeordneten Stellung von Indigenen und Afroecuadorianern in Arbeitsmarkt und Gesellschaft änderten diese Maßnahmen wenig.

### Universitätsrektor und Senator (1856–1857)
Im Oktober 1856 folgte General Francisco Robles seinem Freund Urbina als nächster Präsident Ecuadors und verkündete zum Amtsantritt eine Generalamnestie für alle Exilanten bis auf Ex-Präsident Flores. Daraufhin kehrte Moreno im November 1856 in seine Heimat zurück, obwohl er mit dem von der Küstenregion dominierten Militärregime nicht sympathisierte. Innerhalb kurzer Zeit wurde er zum Bürgermeister Quitos gewählt und fungierte als Rektor der Universität von Quito. In letzterer Tätigkeit versuchte er Ideen umzusetzen, die er aus dem französischen Bildungssystem mitgebracht hatte. Unter anderem schenkte er der Universität chemische Laborausrüstung, die er in Paris gekauft hatte, und stellte die angemessene Entlohnung von Tutoren sicher. Außerdem bekämpfte er in diesem Amt Urbinas Bildungsreform von Oktober 1853, die die Anwesenheitspflicht für Studenten abgeschafft hatte. Im Sommer 1857 wurde er als Repräsentant einer Sierra-Provinz in den Senat Ecuadors gewählt. Zu dieser Zeit gründete er mit Rafael Carvajal und Pablo Herrera als Mitherausgebern die Zeitung La Unión Nacional, die das Militärregime Robles’ angriff. Sie forderten vor allem eine Rücknahme der Bildungsreform von 1853 und ein Verbot von Geheimgesellschaften, womit sie gegen die antiklerikalen Freimaurerlogen zielten. Durch die Heirat seines Bruders mit Virginia Flores Jijón, der Tochter von Ex-Präsident Flores, konnte Moreno sein Netzwerk auf das Militär Ecuadors deutlich ausweiten, wo Flores noch viele Sympathien genoss. Moreno selbst verzeichnete in dieser Zeit einen Familienzuwachs, als er mit seiner Frau die fünf Töchter ihrer Schwester adoptierte. Mehr denn je auf ein höheres Einkommen angewiesen, stieg er in das Handelsunternehmen seines Bruders Pedro Pablo ein.

### Ausbruch des Ecuadorianisch-Peruanischen Kriegs (1857–1859)
Bis in die 1860er Jahre betrachteten die meisten Ecuadorianer ihre Provinz als Heimatnation, zumal nur wenige sie jemals verließen. Angesichts der Tatsache, dass die Republik 1830 aus den drei großkolumbischen Bezirken Ecuador (Quito und die nördliche und zentrale Sierra), Azuay (Cuenca und die südliche Sierra) und Guayaquil entstanden war, führte der von der Topographie der Anden beförderte Regionalismus zu einer vorrangigen Identifikation der Bewohner mit einer dieser drei Provinzen, was den Bürgerkrieg von 1859/1860 begünstigte und fast zu einer Spaltung des Landes geführt hätte. Aufgrund der hohen Auslandsschulden seit der Staatsgründung blieben Ecuador kaum Mittel für Infrastruktur und Bildung, weshalb Präsident Robles ab 1857 auf die Idee verfiel, den Regenwald Orientes an die Gläubiger der Barings Bank zu verkaufen, was international zu Missstimmung nicht nur in Peru führte und den Peruanisch-Ecuadorianischen Krieg von 1857 bis 1860 auslöste. Das nur sehr schwer erreichbare Gebiet war bis auf einige Missionare und die Stadt Macas ausschließlich von der indigenen Bevölkerung bewohnt und wurde erst in den 1960er Jahren wirtschaftlich erschlossen. Perus Präsident Ramón Castilla erhob Anspruch auf einen Teil des Territoriums, den Robles zum Verkauf angeboten hatte. Eine genaue Grenze zwischen Peru und Ecuador war nie festgelegt worden; Lima und Quito machten unterschiedliche historische Bezugsdokumente für ihre Ansprüche gelten. Dieser Grenzkonflikt wurde erst 1998 endgültig gelöst.
Nachdem Robles im Juli 1858 als Reaktion auf Castillas Proteste den Botschafter Perus des Landes verwiesen hatte, blockierte die peruanische Marine ab Ende Oktober 1858 den Hafen von Guayaquil. Kurze Zeit später besetzte sie die Insel Puná, wobei es zu ersten kurzen Gefechten mit ecuadorianischen Soldaten kam. Der ecuadorianische Kongress genehmigte dem Präsidenten daraufhin außerordentliche Machtbefugnisse, wobei Moreno, der sich bis dahin zu einem der führenden Oppositionellen gegen das Militärregime entwickelt hatte, nach anfänglicher Unterstützung im Haus eine flammende Rede gegen dieses Vorhaben hielt. Besonders die Verlegung der Hauptstadt nach Guayaquil stieß auf Kritik und Moreno unterstellte, dass Robles und der reaktivierte General Urbina sich von dort aus mit Geldern aus dem geplanten Verkauf der Galapagosinseln ins Ausland absetzen wollten. Hinzu kam, dass er als Interessenvertreter der Sierra einen Machtverlust für seine Klientel befürchtete, sollte Quito als Hauptstadt wegfallen. Unter Führung von Moreno und Pedro Moncayo entzog der Kongress noch im Jahr 1858 dem Präsidenten die zuvor erteilte Befugnis, im Ausland Staatskredite aufzunehmen. Angesichts der Krise legte Moreno seine Pläne für eine privatwirtschaftliche Karriere vorerst ad acta. Robles reagierte auf die Opposition zunehmend repressiv; im Januar 1859 wurde ein Bekannter Morenos wahrscheinlich im Auftrag der Regierung ermordet und er selbst im März in Guayaquil verhaftet. Von dort aus wurde er anschließend in das Zwangsexil nach  Paita deportiert. Einen Monat später brach innerhalb des Militärregimes selbst ein bewaffneter Konflikt aus, als General Manuel Tomás Maldonado einen Aufstand anzettelte, der aber durch seine Verhaftung schnell beendet werden konnte.

### Triumvir und Bürgerkrieg (1859–1860)
Am 1. Mai 1859 kam es zu einem Aufstand in Quito, der den eigentlichen Beginn des bis September 1860 andauernden Bürgerkriegs markiert. Infolge der Erhebung ergriff ein Triumvirat die Macht in der Stadt und im näheren Umkreis, dem neben Moreno als Repräsentanten für die römisch-katholischen Kirche und „obersten Kriegsdirektor“ der bisherige Vizepräsident Jerónimo Carrión als Symbol für die verfassungsgemäße Regierungsnachfolge und Pacífico Chiriboga als Interessenvertreter der Hazienda-Besitzer der Sierra angehörten. In Morenos Biographie stellt dies den Schlüsselmoment dar, weil er danach voll und ganz für die Politik lebte. Inwieweit er direkt an dem Aufstand beteiligt war, ist ungeklärt; gesichert ist, dass Teile seines Netzwerks für das Ereignis verantwortlich waren und er am 25. Mai in Quito eintraf. Morenos zeitüberdauernde polarisierende Wirkung zeigt sich in der Bewertung des Aufstandes und seine Folgen für die Beziehungen zu Peru. Ihm wohlwollend gesinnte Biographen machen geltend, dass er eher als Robles dazu in der Lage war, einen Kompromiss mit Peru zu schließen, während ihn kritisch betrachtende Autoren in dem Umsturzversuch gerade angesichts der Spannungen mit Peru als Landesverrat ansehen. Henderson bilanziert, dass der Aufstand sicher zu einer Zeit kam, als Ecuador Einheit besonders nötig gehabt hatte. Anders als erwartet, trafen die Aufständischen auf erhebliche Schwierigkeiten, weitere von ihrer Sache zu überzeugen. Viele der Provinzgouverneure in den Anden hielten Robles die Stange und auch General Maldonado verweigerte der provisorischen Regierung von Quito die Unterstützung. Lediglich die zentrale und nördliche Sierra mit Städten wie Ibarra, Riobamba, Ambato und Latacunga schlossen sich dem Triumvirat an, das die Offiziellen der Kantone nach und nach mit loyalen Funktionsträgern ersetzte.
Mithilfe des Oberbefehlshabers Bernardo Dávalos organisierte Moreno die ihm zur Verfügung stehenden Streitkräfte für die Konfrontation mit Robles, der mit seinen Truppen zum Hügel Tumbuco südlich von Guaranda marschierte. Sowohl die Regierung in Quito als auch diejenige in Guayaquil beanspruchten für sich, den Willen des Volkes und die Interessen der Regionen zu vertreten. Ein Unterschied war, dass sich das Triumvirat explizit als Beschützer der römisch-katholischen Kirche bezeichnete. Über Wahlen und die Einrichtung von gesetzgebenden Versammlungen verschaffte sich die provisorische Regierung zumindest in den Sierra-Provinzen Legitimität. Am 2. Juni 1859 fand sich Moreno mit seiner Armee von 500 Freiwilligen bei Tumbuco von Urbina ausmanövriert, der dort mit einer Truppenstärke von knapp 2000 kriegserfahrenen Veteranen aufschlug und von der Hügelstellung aus das Schlachtfeld beherrschte. Unter hohen Verlusten musste sich die Armee des Triumvirats nach mehrstündigem Gefecht geschlagen geben, wobei Moreno, dessen Pferd unter ihm weggeschossen wurde, nur mit knapper Not einer Gefangennahme entging. Während Urbina in der folgenden Trockenzeit die gesamte Sierra zurückeroberte und die provisorische Regierung im Juli gegen das Versprechen einer Amnestie die Waffen niederstreckte, setzte sich Moreno nach Peru ab. Mit besonderen Vollmachten ausgestattet, sollte er dort Truppen rekrutieren und um Unterstützung bei Perus Präsident Castilla werben. Die Gespräche erwiesen sich als schwierig, denn das Triumvirat hatte nach der Niederlage bei der Schlacht von Tumbuco und dem Verlust von Quito wenig anzubieten. Im Juli verfasste er eine Proklamation, die ihm seine Gegner später als Landesverrat vorhielten, weil sie die peruanische Armee zu Verbündeten erhob und Robles zum Verfassungsfeind erklärte. Morenos politischer Verbündeter Moncayo nahm dies zum Anlass, für immer mit ihm zu brechen. Robles erklärte daraufhin die Amnestie für nichtig und begann mit der Verfolgung von Anhängern Morenos. In der nördlichen Sierra wandelte sich die Stimmung der Grundbesitzer und des Bürgertums wieder zugunsten der provisorischen Regierung.
Morenos Freund und ehemaliges Mitglied der provisorischen Regierung Carvajal griff mit einer kurzfristig ausgehobenen Armee im Spätsommer 1859 von Kolumbien aus die Provinz Imbabura an und konnte im September Tulcán einnehmen. Einige Tage später brach ein Aufstand in Quito aus, der sich über die gesamte nördliche und zentrale Sierra ausbreitete und die Robles-Administration in die Flucht schlug. Moreno war derweil für Verhandlungen mit General Guillermo Franco, dem höchsten Militär der offiziellen Regierung, nach Guayaquil zurückgekehrt. Er sicherte Franco eine hochrangige Position zu, sollte der General sich gegen Robles und Urbina wenden. Dieser entschloss sich jedoch dazu, Robles zu stürzen und sich selbst als Präsident einzusetzen. Sein Coup im September verlief zwar erfolgreich, aber von der Rechtmäßigkeit seiner Regierung konnte er die öffentliche Meinung nicht überzeugen. Die ohnehin unübersichtliche Lage verkomplizierte sich im Herbst weiter, als die Regionen Loja und Cuenca angesichts der Ermangelung einer klar identifizierbaren Zentralregierung ihre Autonomie erklärten. Somit bestand Ecuador zu dieser Zeit aus vier unabhängigen Regionen: dem Regime Franco’s an der Pazifikküste, der zentralen und nördlichen Sierra unter Führung von Moreno, der südlichen Sierra Cuencas und der Provinz Loja im äußersten Süden der Sierra. Tatsächlich war die Lage noch instabiler, weil sich in jeder Region das Franco- und Morenolager feindlich gegenüberstanden. So wurde Moreno am 9. November 1859 in Riobamba von einem lokalen Militärkommandanten verhaftet, dessen Truppen wegen aus ihrer Sicht unzureichender Proviantierung durch das Triumvirat die Stadt plünderten. In der Nacht entkam er und konnte sich nach Mocha absetzen. Dort sammelte er einige Gefolgsleute ein und bezwang am folgenden Morgen die zu dieser Zeit größtenteils ihren Alkoholrausch ausschlafenden Plünderer. Im Dezember rebellierte eine Garnison in Quito, aber die Offiziellen konnten die Ordnung schnell wieder herstellen.
Die verschiedenen Regierungen – Franco, Moreno, Carrión Pinzano in Loja und Ramón Borrero in Cuenca – versuchten Peru als Verbündeten zu gewinnen, um so im Bürgerkrieg die Oberhand zu behalten. Castilla hingegen sah nun die Gelegenheit für eine Invasion Ecuadors gekommen und setzte in der zweiten Jahreshälfte 1859 eine Seestreitkraft von 5000 Soldaten in Marsch, die vorerst die Seeblockade Ecuadors verstärkte. Eine unter seiner Schirmherrschaft durchgeführte Vermittlung zwischen Moreno und Franco scheiterte im November. Noch im September hatte Castilla ein Geheimabkommen mit General Tomás Cipriano de Mosquera, dem gegen die Zentralregierung in Bogotá rebellierenden Gouverneur der kolumbianischen Provinz Cauca, ausgehandelt, das eine vollständige Aufteilung Ecuadors zwischen den beiden vorsah. Franco verständigte sich mit Castilla und lud das peruanische Kontingent in seinen Machtbereich auf die Hazienda Mapasingue nahe Guayaquil ein. Castilla setzte nun ein Ultimatum fest, dass alle vier autonomen Regionen binnen 40 Tagen zu einem Übereinkommen mit Lima kommen sollten. Moreno, der dieser Forderung keinesfalls nachkommen wollte, griff zu Verzögerungstaktiken und entsandte die zwei Triumvirn Manuel Gómez de la Torre und José María Avilés nach Guayaquil. Dort lehnten sie wie auch Loja und Cuenca einen Vertrag mit Peru mit Anerkennung von dessen Grenzforderungen ab. So kam es, dass Castilla das Franco-Regime als einzige legitime Regierung Ecuadors anerkannte. Am 25. Januar 1860 unterzeichnete Franco schließlich den Vertrag von Mapasingue der Perus Gebietsansprüche nahezu vollständig anerkannte. Bei der Unterwerfung der drei „abtrünnigen“ Provinzen war Franco jedoch auf sich gestellt, weil Castilla wegen Problemen in der Heimat mit seiner Brigade nach Peru zurückkehrte.
Moreno hatte sich in der Zwischenzeit selbst um auswärtige Unterstützung bemüht und zu diesem Zweck mit dem französischen Botschafter Emile Trinité korrespondiert. Im Dezember 1859 schlug er ein Protektorat Frankreichs über Ecuador vor. Dabei schwebte ihm ein Modell vor, wie es zu dieser Zeit die Provinz Kanada im Britischen Weltreich einnahm. Demnach sollte Quito weiterhin über die Innenpolitik entscheiden, während Paris die Hoheit über die Außenpolitik des Andenstaats haben sollte. Trinité vermied eine Positionierung, indem er die Briefe nicht nach Paris weiterleitete. Als die Korrespondenz im Jahr 1861 an die Öffentlichkeit kam, warfen ihm seine Gegner einen Verrat der nationalen Interessen vor. Henderson resümiert, dass sowohl Franco als auch Moreno vorwiegend an einem Sieg im Bürgerkrieg interessiert gewesen seien, hinter dem die Wahrung der nationalen Souveränität zurücktreten musste.

### Erneutes Aufflammen der Kämpfe (1860)
Nachdem eine Offensive Franco’s Anfang 1860 bei Guaranda zurückgeschlagen worden war, kontrollierte Moreno vier der damals acht Provinzen Ecuadors. Er richtete sein Augenmerk nun auf Cuenca, das mittlerweile von Franco kontrolliert wurde. Als sich im März einige Kantone in Azuay für Moreno aussprachen, konnte General Maldonado nach einem kurzen Gefecht gegen eine Garnison, die loyal zu Franco stand, Cuenca für die provisorische Regierung einnehmen und setzte Borrero wieder als Gouverneur ein. Moreno ritt persönlich nach Cuenca, um diesen zu seinem Amtsantritt zu gratulieren, und entsandte Carrión zur Sondierung der Lage nach Loja. Kurze Zeit später gegen Mitte März begab er sich selbst nach Loja, um das dortige Pinzano-Regime zur Gefolgschaft zu zwingen. Dies gelang ihm schließlich mit militärischen Drohungen und der Unterstützung der lokal einflussreichen Eguiguren-Familie. Unterdessen war in Quito im April eine Verschwörung zum Umsturz des Triumvirats aufgedeckt worden, deren Urheber General Fernando Ayarza war. Bis heute ist Moreno’s Entscheidung in diesem Fall umstritten, denn anders als zu dieser Zeit üblich schickte er Ayarza nicht in das Zwangsexil, sondern verurteilte ihn zur Empörung vieler Zeitgenossen, darunter die beiden führenden Offiziere der provisorischen Regierung General Maldonado und Oberst Secundino Darquea, zu 500 Peitschenhieben. Kritiker machen geltend, dass dieser Entscheidung neben der Grausamkeit von Moreno’s Charakter auch eine rassistische Grundeinstellung zugrunde gelegen habe, denn der General war Afroecuadorianer. Verteidiger Morenos führen an, dass diese Strafe damals im Militär gebräuchlich gewesen sei und die ursprüngliche, sicher letale Strafhöhe von einem Mittriumvir auf weniger als 40 Hiebe abgesenkt wurde. Henderson resümiert, dass die Art der Strafe in jedem Fall ungewöhnlich gewesen sei und ohne Zweifel mit der Hautfarbe Ayarza’s zu tun gehabt habe. Danach reichten Maldonado und Darquea ihren Abschied ein und Moreno identifizierte in der Folge das widerspenstige Militär als größtes Hindernis zur Stabilisierung Ecuadors. Um dieses Problem zu lösen, holte er nach einigem Zögern Ex-Präsident Flores aus dem Exil und setzte ihn als Oberbefehlshaber ein.
Versuche García Morenos, die Macht mit Franco gemeinsam auszuüben oder gemeinsam zurückzutreten, um eine Nationalversammlung einzuberufen, scheiterten. García Moreno verbündete sich daraufhin mit einem alten politischen Feind, Ex-Präsident Juan José Flores, der im Exil in Lima lebte.
Die gemeinsame Militärexpedition García Morenos und Flores’ gegen die Regierung Francos, die von Anhängern Robles’ und Urbinas unterstützt wurde, begann am 27. Mai 1860 von Guaranda aus. Sie richtete sich gegen Babahoyo und Guayaquil, wo Francos Truppen konzentriert waren. Im August 1860 wurden die Truppen Francos bei Babahoyo geschlagen. Am 24. September 1860 nahmen die Truppen von García Moreno und Flores schließlich Guayaquil ein. Franco floh nach Peru.
Einen Monat später rief García Moreno für Januar 1861 eine Nationalversammlung nach Quito ein. Diese verabschiedete eine neue Verfassung und wählte García Moreno, den bisherigen Jefe Supremo der Provisorischen Regierung nahezu einstimmig zum offiziellen Präsidenten. Sein Gegenkandidat Pedro Carbo erhielt lediglich eine Stimme. Flores wurde zum Gouverneur von Guayaquil ernannt.

### Erste Präsidentschaft (1861–1865)
García Moreno trat seine offizielle Amtszeit als gewählter Präsident am 2. April 1861 an. Er restituierte und stärkte zunächst die Rechte der katholischen Kirche in Ecuador. Darüber hinaus gelangte er zu einem Ausgleich mit Peru, nachdem die Beziehungen während der peruanischen Invasion und der internen Kämpfe gelitten hatten, da der gestürzte Urbina von Peru aus gegen García Moreno agierte und General Franco einen Vertrag über die Angliederung der Provinz Guayaquil an Peru unterzeichnet haben sollte, um Unterstützung zu gewinnen.
Mit dem anderen Nachbarland, Neugranada, kam es hingegen wiederholt zu diplomatischen und militärischen Auseinandersetzungen, die einen bedeutenden Teil der ersten Präsidentschaft García Morenos einnahmen:
1862 wurde Ecuador in den kolumbianischen Bürgerkrieg hineingezogen, in dem die Konservativen unter General Julio Arboleda gegen die liberale Regierung von General Tomás Cipriano de Mosquera und für ihren eigenen proklamierten Präsidenten Mariano Ospina Rodríguez kämpften. Im Juni 1862 hatten liberale Truppen bei der Verfolgung konservativer Gegner die Grenze zu Ecuador übertreten und einen Kommandanten ecuadorianischer Grenztruppen, der dies verhindern wollte, angegriffen. García Moreno erklärte daraufhin Kolumbien den Krieg und übernahm selbst das Kommando über die Truppen. In Tulcán kam es zu Kämpfen mit liberalen kolumbianischen Truppen, in deren Verlauf das ecuadorianische Heer geschlagen und García Moreno gefangen genommen wurde. Er kam bald darauf frei, nachdem den kolumbianischen Aufständischen materielle und finanzielle Unterstützung im Kampf gegen ihren Präsidenten zugesichert worden war. Diese wurde jedoch nie gezahlt, da García Moreno sich bald davon distanzierte.
García Moreno hatte den Konservativen Arboleda als Staatsoberhaupt Kolumbiens anerkannt und damit den Liberalen Mosquera zu seinem Gegner gemacht. 1863 kam es erneut zum Krieg, diesmal mit der regulären Regierung Mosqueras. Hintergrund waren offenbar Kontakte Mosqueras mit dem peruanischen Präsidenten Ramón Castilla und Pläne, Teile Ecuadors beiden Ländern einzuverleiben und so auf kolumbianischer Seite die Idee von Großkolumbien erneut Realität werden zu lassen. Mosquera hatte von García Moreno die Zustimmung zum Zusammenschluss von Ecuador und Neugranada gefordert, den García Moreno eindeutig ablehnte. Obwohl eine diplomatische Mission unter dem späteren Präsidenten Antonio Flores Jijón die Krise zunächst beilegte, erklärte García Moreno im Dezember 1863 Kolumbien erneut den Krieg. Nach mehreren Gefechten in der Provinz Carchi kam es schließlich zum Friedensschluss im Vertrag von Pinsaqui.
1862 unterzeichnete und ratifizierte die Regierung García Moreno ein neues Konkordat mit Papst Pius IX., in dem unter anderem der katholischen Kirche wieder die Freiheit zugestanden wurde, ihre Bischöfe selbst auszuwählen und einzusetzen. Andererseits erreichte García Moreno eine Reform des Klerus, den er so einerseits stärker an sich binden konnte und der andererseits von weltlicher Gerichtsbarkeit befreit und unter geistliche Sondergerichte gestellt wurde.
Im Inneren bemühte er sich um die Bekämpfung von Kriminalität, die Reform der Staatsfinanzen und die Förderung der Bildung. Gerade bei der von ihm restriktiv betriebenen Sicherstellung der öffentlichen Ordnung kam er wiederholt in Konflikt mit der 1861 verabschiedeten neuen Verfassung, die recht liberal gehalten war und unter anderem die Todesstrafe für politische Verbrechen abgeschafft, die Möglichkeiten des Präsidenten, in die Arbeit öffentlicher Einrichtungen einzugreifen, beschränkt und die Stellung des Kongresses gestärkt hatte.
Während seiner ersten Präsidentschaft hatte García Moreno beinahe jährlich mit Verschwörungen und Invasionsversuchen zu kämpfen, die fast immer unter Führung des exilierten Ex-Präsidenten Urbina das Ziel hatten, García Moreno zu töten oder aus dem Amt zu bringen. Er ließ solche politischen Aufstände und Erhebungen mit großer Härte niederschlagen, was ihm scharfe Kritik einbrachte. Wiederholt ließ er politische Gegner hinrichten, was mit der Verfassung nicht vereinbar war. Er selbst sah die Verfassung als zweitrangig an und stellte über sie die Notwendigkeit politischer Ordnung. Sein repressiver, persönlicher Einsatz für Ruhe und Ordnung soll sogar so weit gegangen sein, dass er selbst, als Reisender verkleidet, an der Verfolgung von Straßenräubern mitwirkte.
Am 27. August 1865 endete die erste verfassungsmäßige Präsidentschaft García Morenos. Es gelang ihm, bei den Präsidentschaftswahlen den von ihm favorisierten Kandidaten Jerónimo Carrión durchzubringen, der damit sein Nachfolger wurde. García Moreno wurde in Nachfolge des 1864 verstorbenen General Flores zum Gouverneur von Guayaquil ernannt.

### Zweite Präsidentschaft (1869–1875)
1866 wurde García Moreno von seinem Nachfolger Carrión als Bevollmächtigter zur Vermittlung in einem Streit zwischen Peru und Spanien um die Chincha-Inseln nach Lima entsandt (siehe Spanisch-Südamerikanischer Krieg). Dort wurde ein Attentat auf García Moreno verübt, das mit dem Tod des Attentäters endete. García Moreno begab sich in diplomatischer Mission nach Chile, wo er auch längere Zeit blieb, nachdem er im September 1867 aus Ecuador verwiesen worden war. In Ecuador war Präsident Carrión im Dezember 1867 von konservativen Kräften zum Rücktritt gezwungen worden, unter anderem um einem Staatsstreich von Urbina-treuen Kräften zuvorzukommen. Sein Nachfolger Javier Espinosa konnte das erneut politisch zerrissene Land nicht zur Ruhe bringen.
Als García Moreno im Januar 1869 aus Chile zurückkehrte, gelang es ihm schnell, wieder an die Macht zu kommen. Am 17. Januar 1869 wurde er erneut zum (Interims-)Präsidenten ernannt, da nach Carrión auch Espinosa entmachtet und abgesetzt worden war. Im Mai 1869 wurde García Moreno durch eine Nationalversammlung erneut zum verfassungsgemäßen Präsidenten gewählt. Seine Amtszeit begann allerdings erst am 10. August, bis dahin diente sein Schwager Manuel de Ascázubi als Übergangspräsident.
Gleichzeitig hatte die verfassunggebende Versammlung, die García Moreno mit ihm treuen Mitgliedern besetzt hatte, eine neue Verfassung ausgearbeitet, die den Wünschen des neuen Präsidenten sehr viel stärker gerecht wurde als die Verfassung von 1861. Die neue Verfassung, von Kritikern als Carta Negra (dt. Schwarze Charta) bezeichnet, gab dem Präsidenten weitgehende Rechte bei der Besetzung von Richterämtern, verlängerte die Amtszeit auf sechs Jahre und erlaubte die direkte Wiederwahl. Auch die Todesstrafe für politische Verbrechen wurde wieder eingeführt, die römisch-katholische Konfession wurde praktisch zur Staatsreligion erklärt, die öffentliche und private Ausübung aller übrigen Kulte untersagt. Nachdem die Verfassung in (eingeschränkter) Volksabstimmung angenommen worden war, konnte García Moreno sein Reformprojekt uneingeschränkt durchsetzen.
Aufgrund seiner gefestigten Macht und der seinen Vorstellungen stärker entsprechenden Verfassung waren in der zweiten Amtszeit harte Repressionsmaßnahmen seltener notwendig. Insbesondere die Pressefreiheit war aber stark eingeschränkt. Der führende kritische Journalist, Juan Montalvo, verließ vor Vereidigung García Morenos demonstrativ das Land.
Während politische Aufstände abnahmen, nahmen nicht direkt mit García Morenos Politik, sondern mit dem allgemeinen, ungleichen Wirtschaftssystem des Landes zusammenhängende Indianeraufstände zu. Einen großen und symbolischen Aufstand der Indianer der Hügel Cacha und Amulá in der Provinz Chimborazo ließ García Moreno jedoch mit aller Macht des Heeres niederschlagen. Der Anführer, Fernando Daquilema, der sich auslieferte, um ein Massaker zu verhindern, wurde erschossen und ist noch heute Symbolfigur der Indianerbewegung.
In der Außenpolitik war Gabriel García Moreno der einzige Herrscher in der Welt, der dem Aufruf des Papstes Pius IX. zum Boykott des italienischen Staates, der den Kirchenstaat aufgelöst hatte, gehorchte und die diplomatischen Beziehungen mit Italien abbrach. Deshalb wurde Gabriel García Moreno als einer der Wohltäter der katholischen Kirche verehrt.

### Wiederwahl und Ermordung (1875)

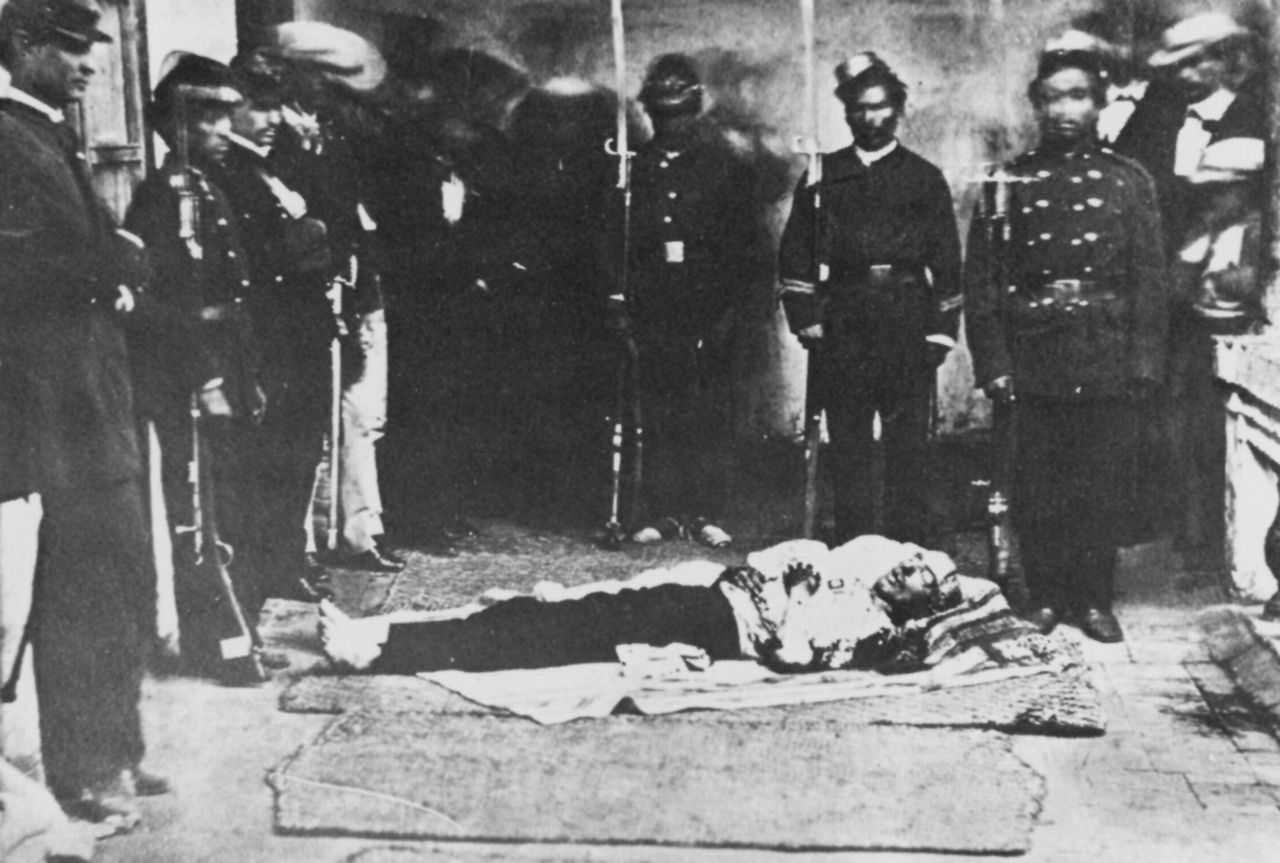
Leichnam des Präsidenten

Bei den Wahlen im Mai 1875 wurde García Moreno erneut zum Präsidenten gewählt. Bereits Ende 1874 hatte Juan Montalvo aus seinem kolumbianischen Exil über eine Zeitung in Panama zum Tyrannenmord an García Moreno aufgerufen. Diese Idee gewann nun innerhalb der radikalen politischen Opposition an Zugkraft, es bildete sich eine Verschwörergruppe, an der auch enge Vertraute von Montalvo beteiligt waren.
Am 6. August 1875, an dem er seine dritte Amtszeit antreten wollte, lauerte auf dem kurzen Weg vor der Kathedrale zum Präsidentenpalast eine Gruppe aus vier Verschwörern García Moreno auf. Ihr Anführer, ein eingebürgerter Kolumbianer, schlug mit einer Machete auf García Moreno ein, während die anderen aus Revolvern auf ihn schossen bzw. seinen Leibwächter in Schach hielten. García Moreno starb auf der Außentreppe des Präsidentenpalastes.
Daraufhin erhoben sich die Liberalen in Guayaquil und bewirkten die Wahl Antonio Borreros zum Präsidenten. Da dieser aber gemäßigt herrschte, die Anhänger García Morenos und den Klerus schonte, erhob sich bereits 1876 in Guayaquil erneut der Führer der radikalen Liberalen, General Veintemilla, besiegte die Regierungstruppen und wurde noch im Dezember 1876 in Quito zum neuen Übergangspräsidenten ausgerufen und 1877 von einer neuen verfassunggebenden Versammlung gewählt. Während in den Folgejahren das politische Klima Ecuadors deutlich liberaler wurde, setzten die folgenden Regierungen das Modernisierungsprogramm García Morenos nicht nachhaltig fort.

## Politisches Programm
Das Oberziel der politischen Betätigung García Morenos war die Befriedung und Einigung Ecuadors. Die Befriedung sollte in erster Linie durch mit harter Hand durchgeführte Bekämpfung von Aufständen und gemeiner Kriminalität erreicht werden. Gleichzeitig sollten durch einen stärkeren Zentralstaat und die infrastrukturelle wie geistige Einigung des Landes die seit der Gründung des Staates immer wieder politisch und gewaltsam aufeinanderprallenden Partikularinteressen der verschiedenen Landesteile geeint werden. Zur Einigung und Modernisierung des Landes setzte García Moreno vor allem auf die Stärkung christlich-katholischer Werte und eine Verbesserung des Bildungswesens auf allen Ebenen, bei der technische, kaufmännische und landwirtschaftliche Ausbildung sowie religiöse Unterweisung Vorrangstellung einnahmen. Neben der angestrebten psychologischen Einigung der Bevölkerung setzte der Präsident auf umfassende Infrastrukturmaßnahmen zur physischen An- und Verbindung der verschiedenen Landesteile. Darüber hinaus traf er Maßnahmen zur Konsolidierung und effizienteren Verwaltung des Staatswesens und der Staatsfinanzen.
Als Basis all dessen sollte die Stärkung christlicher Moral dienen, die ein Verständnis der Regierung und Verwaltung als Dienst an Gott und Vaterland beinhaltete. In diesem Zusammenhang wurden die katholische Kirche und insbesondere religiöse Orden in zunehmende Maße in hoheitliche Aufgaben des Staates, insbesondere das Bildungswesen, eingebunden.
Besonders während seiner zweiten Regierungszeit gründete García Moreno zahlreiche Bildungseinrichtungen auf allen Ebenen des Erziehungswesens, deren Betrieb er vor allem kirchlichen Institutionen anvertraute, darunter sowohl höhere Schulen zur Ausbildung von Lehrern als auch zahlreiche ländliche Dorfschulen. Er rief für den Dienst auf allen Ebenen des Bildungswesens ausländische Orden, u. a. Jesuiten, Herz-Jesu-Schwestern, Salesianer, Lazaristen, Schulbrüder und Vorsehungsschwestern, nach Ecuador. Darunter waren auch deutsche Jesuiten, insbesondere Naturwissenschaftler und Mathematiker. Von 1867 bis 1875 verdreifachte sich die Zahl der registrierten Schüler in Ecuador auf 39.000.
Im Bereich der höheren Bildung gründete García Moreno 1869 die Escuela Politécnica Nacional, die erste Technische Hochschule Ecuadors. Zu ihr gehört auch die erste wissenschaftliche Sternwarte Südamerikas, die seit 1873 im Alameda-Park in Quito betrieben wird. Ferner betrieb García Moreno die Gründung von Banken, Berufsschulen, Manufakturen und eines Konservatoriums (unter Leitung von Antonio Neumane). Er setzte sich für die Verbesserung der Kultivierungsweisen und die Verbesserung der Geräteausstattung in der Landwirtschaft ein.
Ein zweiter wichtiger Punkt in seinem Reformprogramm war die nicht nur politisch-administrative, sondern auch wirtschaftlich-infrastrukturelle Vereinigung der Anden- mit der Küstenregion. Er betrieb daher in seiner zweiten Präsidentschaft den Bau mehrerer Straßen von Quito zur Küste. Darüber hinaus wurden die ersten Kilometer Eisenbahnlinie von Guayaquil bzw. dem heutigen Durán aus Richtung Quito errichtet.
Der dritte Teil seines Reformprogramms bestand in der Reorganisation und Sanierung des Staatshaushalts. Mit den gestiegenen Export- und Importzolleinnahmen durch den Kakaoboom und durch ein verbessertes Buchhaltungs- und Kontrollsystem in der Finanzverwaltung konnte er die finanzielle Situation des Staates deutlich verbessern und die Auslandsschulden neu verhandeln.

## Bewertung
Die Bewertung der Politik García Morenos ist durch diese beiden Säulen seiner Politik, seinen klerikal-autoritären Regierungsstil und sein umfassendes Modernisierungsprogramm, bis heute kontrovers.
Einerseits stärkte er deutlich die Zentralgewalt und die staatliche Einheit in Ecuador und leitete eine Modernisierung in die Wege, die Ecuador wirtschaftlich voranbrachte. In konservativen Kreisen wird er manchmal gar als Märtyrer für die nationale Einheit angesehen.
Auf der anderen Seite steht das Bild eines autoritären, theokratischen Diktators, der Ecuador in einen Gottesstaat habe verwandeln wollen. Angeführt wird häufig, dass García Moreno 1874 nach einem vom Kongress 1873 beschlossenen Gesetz den ecuadorianischen Staat dem Herzen Jesu geweiht hat. Die Zeremonie fand in der Kathedrale von Quito als kirchlich-staatliche Feier statt, bei der der Erzbischof von Quito, José Ignacio Checa, und García Moreno entsprechende Weiheversprechen machten. Er war darüber hinaus das einzige Staatsoberhaupt, das nach der Besetzung Roms durch italienische Truppen unter König Viktor Emanuel II. im September 1870 offiziellen Protest gegen die „Plünderung des Heiligen Stuhls“ und die Annexion des Kirchenstaats erhob.
García Moreno gilt als sparsamer, persönlich integerer Politiker. Ihm wird attestiert, weder verschwenderisch regiert zu haben noch korrupt gewesen zu sein, was ihn im politischen Leben seiner Zeit zu einem Sonderfall machte. Andererseits wird er als eine zu Kompromissen und Zugeständnissen unfähige, sehr ehrgeizige Persönlichkeit beschrieben.

## Nachleben
Im Rahmen seiner Bemühungen um die Reform des Justizwesens ließ García Moreno 1871 in Quito ein neues, modellhaftes Strafgefängnis errichten, das noch heute genutzt wird und García Morenos Namen trägt. Diverse Personen des öffentlichen Lebens, darunter ehemalige und zukünftige Staatspräsidenten, saßen im späten 19. und 20. Jahrhundert meist aus politischen Gründen dort eine Zeitlang ein, darunter Eloy Alfaro (der 1912 dort ermordet wurde), Mariano Suárez Veintimilla (der 1947 aus diesem Gefängnis in das Präsidentenamt berufen wurde), Jaime Roldós, Osvaldo Hurtado und Lucio Gutiérrez.

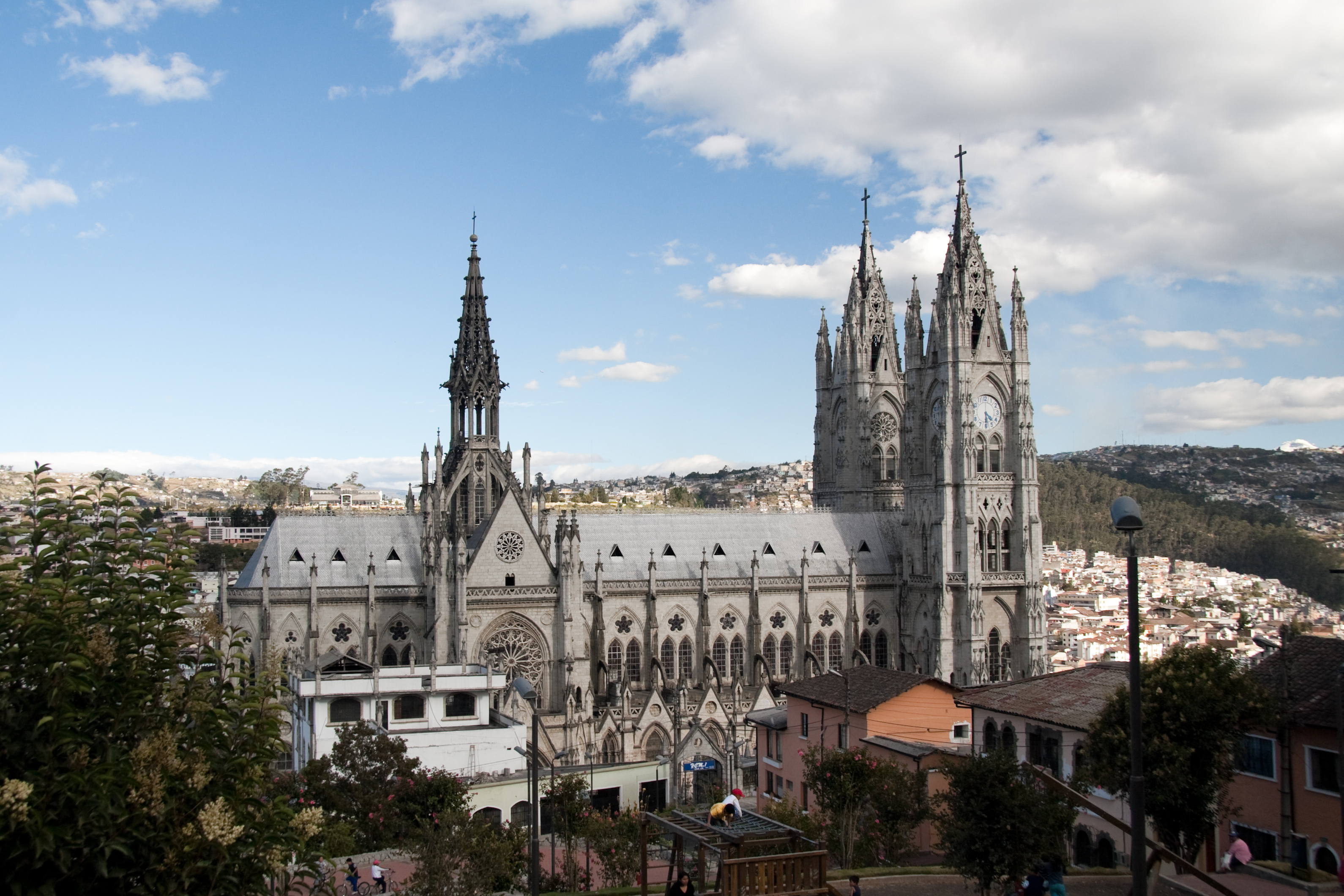
Basílica del Voto Nacional

García Morenos sterbliche Überreste befinden sich seit 1990 in der neuen Krypta der Basílica del Voto Nacional in Quito, deren Bau 1892 als Erinnerung an die Weihezeremonie des Landes zu Ehren des Herzen Jesu begonnen wurde. Sein Herz befindet sich in der Herz-Jesu-Kapelle der Basilika.
García Moreno und die durch seine Regierung geprägte Epoche hinterließen deutliche Spuren auch in der ecuadorianischen Literatur. Juan Montalvo erklärte sich mit dem Satz „Mi pluma lo mató“ (Meine Feder hat ihn getötet) zum intellektuellen Urheber des Attentats. Die bedeutenden Schriftsteller Benjamín Carrión und Alicia Yánez Cossío verfassten literarische Werke über das Leben García Morenos. Yánez Cossíos sehr garcíamoreno-kritischer Roman Sé que vienen a matarme (Ich weiss, dass sie kommen, um mich zu töten) wurde 2007 unter der Regie von Carl West als Fernsehfilm für Ecuavisa verfilmt.

### Sachliteratur
- Peter H. Smith: The Image of a Dictator: Gabriel Garcia Moreno. In: The Hispanic American Historical Review. Vol. 45, No. 1, Februar 1965, ISSN 0018-2168, S. 1–24.
- Pilar Ponce: Gabriel Garcia Moreno (Serie Protagonistas de America). Editorial Historia 16, Madrid 1987, ISBN 84-7679-072-4.
- Julián B. Ruiz Rivera: García Moreno. Dictador ilustrado del Ecuador (= Biblioteca Iberoamericana, Bd. 26). Anaya, Madrid 1988, ISBN 84-207-3089-0.
- Roberto Andrade: Quién mato a García Moreno? Autobiografia de un perseguido. 2 Bände. Ediciones Abya-Yala / Sociedad Amigos de la Genealogia, Quito 1994 (Bd. 1) und 1995 (Bd. 2)
- Peter V. N. Henderson: Gabriel García Moreno and Conservative State Formation in the Andes. University of Texas Press, Austin 2008, ISBN 978-0-292-71903-3.

### Belletristik
- Philipp Laicus: Kreuz und Kelle. Roman aus der jüngsten Vergangenheit. Benziger Verlag, Einsiedeln 1880; Neuauflage 1932 (historischer Roman über das Leben Garcia Morenos).
- Mary Monica Maxwell-Scott: Gabriel Garcia Moreno: Regenerator of Ecuador. 1908, OCLC 504456468.
- Benjamín Carrión: García Moreno. El Santo del patíbulo. Fondo de Cultura Económica (FCE), Mexiko-Stadt 1959 (Roman).
- Alicia Yánez Cossío: Sé que vienen a matarme. Paradiso Editores, Quito 2001, ISBN 9978-42-018-5 (Roman).